# Tom Jager
Thomas Michael Jager, detto Tom (Collinsville, 6 ottobre 1964), è un ex nuotatore statunitense.
Vincitore di due titoli olimpici e di quattro titoli mondiali. Ha ritoccato sei volte il limite mondiale dei 50 m sl fino a portarlo a 21"81 il 24 marzo 1990 a Nashville. La prestazione sarà battuta dieci anni più tardi a Mosca, il 16 giugno 2000 da Aleksandr Popov.
È stato inserito tra i Membri dell'International Swimming Hall of Fame nel 2001.

## Palmarès
- Giochi olimpici

Los Angeles 1984: oro nelle staffette 4x100m sl e 4x100m misti.
Seoul 1988: oro nelle staffette 4x100m sl e 4x100m misti e argento nei 50m sl.
Barcellona 1992: oro nella staffetta 4x100m sl e bronzo nei 50m sl.
- Mondiali

1986 - Madrid: oro nei 50m sl e nella staffetta 4x100m sl, bronzo nei 100m sl.
1991 - Perth: oro nei 50m sl e nella staffetta 4x100m sl.
- Giochi PanPacifici

1987 - Brisbane: oro nei 50m sl.
1989 - Tokyo: oro nei 50m sl e nella staffetta 4x100m sl.
1991 - Edmonton: oro nei 50m sl e nella staffetta 4x100m sl.
- Giochi panamericani

1995 - Mar del Plata: oro nella staffetta 4x100m sl e bronzo nei 50m sl.